# RAM 01
La RAM 01 è una vettura da competizione realizzata dal team inglese RAM nel 1983.

## Sviluppo
La 01 rappresentò la prima vettura costruita in proprio dal team britannico per partecipare al campionato mondiale di Formula 1 del 1983.

## Tecnica
Progettata da Dave Kelly, la vettura era fornita di un propulsore Ford Cosworth DFY V8 da 530 cv con 390 Nm di coppia gestito da un cambio Hewland FGA manuale a cinque marce. Il telaio, evoluzione di quello della March 821 era del tipo monoscocca in alluminio, mentre l'impianto frenante era composto da quattro freni a disco ventilati. Le sospensioni erano composte da doppi bracci trasversali e ammortizzatori con molle elicoidali.

## Attività sportiva
Con continui cambi di pilota Eliseo Salazar, Jean-Louis Schlesser, Jacques Villeneuve Sr. e Kenny Acheson, la scuderia conquista solo due volte la qualificazione nella prima e nell'ultima gara della stagione.